# العلاقات السيراليونية الكوستاريكية
العلاقات السيراليونية الكوستاريكية هي العلاقات الثنائية التي تجمع بين سيراليون وكوستاريكا.

## مقارنة بين البلدين
هذه مقارنة عامة ومرجعية للدولتين:
| وجه المقارنة                                              | سيراليون       | كوستاريكا                                 |
| --------------------------------------------------------- | -------------- | ----------------------------------------- |
| المساحة (كم2)                                             | 71.74 ألف      | 51.10 ألف                                 |
| عدد السكان (نسمة)                                         | 7.56 مليون     | 4.91 مليون                                |
| الكثافة السكانية (ن./كم²)                                 | 105.38         | 96.09                                     |
| العاصمة                                                   | فريتاون        | سان خوسيه                                 |
| اللغة الرسمية                                             | لغة إنجليزية   | اللغة الإسبانية                           |
| العملة                                                    | ليون سيراليوني | كولون كوستاريكي                           |
| الناتج المحلي الإجمالي (بليون دولار)                      | 3.77 مليار     | 57.06 مليار                               |
| الناتج المحلي الإجمالي (تعادل القوة الشرائية) بليون دولار | 10.13 مليار    | 74.98 مليار                               |
| الناتج المحلي الإجمالي الاسمي للفرد دولار أمريكي          | 653            | 11.26 ألف                                 |
| الناتج المحلي الإجمالي للفرد دولار أمريكي                 | 1.97 ألف       | 14.92 ألف                                 |
| مؤشر التنمية البشرية                                      | 0.413          | 0.766                                     |
| رمز المكالمات الدولي                                      | +232           | +506                                      |
| رمز الإنترنت                                              | .sl            | .cr، قائمة نطاقات المستوى الأعلى للإنترنت |
| المنطقة الزمنية                                           | 00             | 00                                        |

## منظمات دولية مشتركة
يشترك البلدان في عضوية مجموعة من المنظمات الدولية، منها:
| علم المنظمة | اسم المنظمة                               | تاريخ انضمام سيراليون | تاريخ انضمام كوستاريكا |
| ----------- | ----------------------------------------- | --------------------- | ---------------------- |
|             | مؤسسة التنمية الدولية                     | 13 نوفمبر 1962        | 30 يونيو 1961          |
|             | يونسكو                                    | 28 مارس 1962          | 19 مايو 1950           |
|             | مؤسسة التمويل الدولية                     | 10 سبتمبر 1962        | 20 يوليو 1956          |
|             | منظمة حظر الأسلحة الكيميائية              | ?                     | ?                      |
|             | الأمم المتحدة                             | 27 سبتمبر 1961        | 2 نوفمبر 1945          |
|             | الاتحاد الدولي للاتصالات                  | 30 ديسمبر 1961        | 13 سبتمبر 1932         |
|             | منظمة الشرطة الجنائية الدولية             | ?                     | ?                      |
|             | البنك الدولي للإنشاء والتعمير             | 10 سبتمبر 1962        | 8 يناير 1946           |
|             | الاتحاد البريدي العالمي                   | ?                     | ?                      |
|             | المركز الدولي لتسوية المنازعات الاستشارية | 14 أكتوبر 1966        | 27 مايو 1993           |
|             | وكالة ضمان الاستثمار متعدد الأطراف        | 20 يونيو 1996         | 8 فبراير 1994          |
|             | منظمة التجارة العالمية                    | ?                     | ?                      |

## وصلات خارجية
- موقع وزارة الخارجية الكوستاريكية